# Майданюк Олена Іванівна
Олена Іванівна Майданюк (1956 — 26 січня 1988) — українська радянська діячка, механізатор колгоспу «За комунізм» (імені Мітькіна) Коростишівського району Житомирської області. Депутат Верховної Ради УРСР 11-го скликання.

## Біографія
Освіта середня.
З 1973 року — доярка колгоспу «За комунізм» Коростишівського району Житомирської області.
Член КПРС з 1976 року.
З 1981 року — механізатор колгоспу «За комунізм» (потім — імені Мітькіна) Коростишівського району Житомирської області.

## Нагороди
- ордени
- медалі